# پورتو سانتاندر (آمازوناس)
پورتو سانتاندر (انگلیسی: Puerto Santander, Amazonas) نام یک منطقه مسکونی در کلمبیا است.